# Louis Schweitzer (CEO)

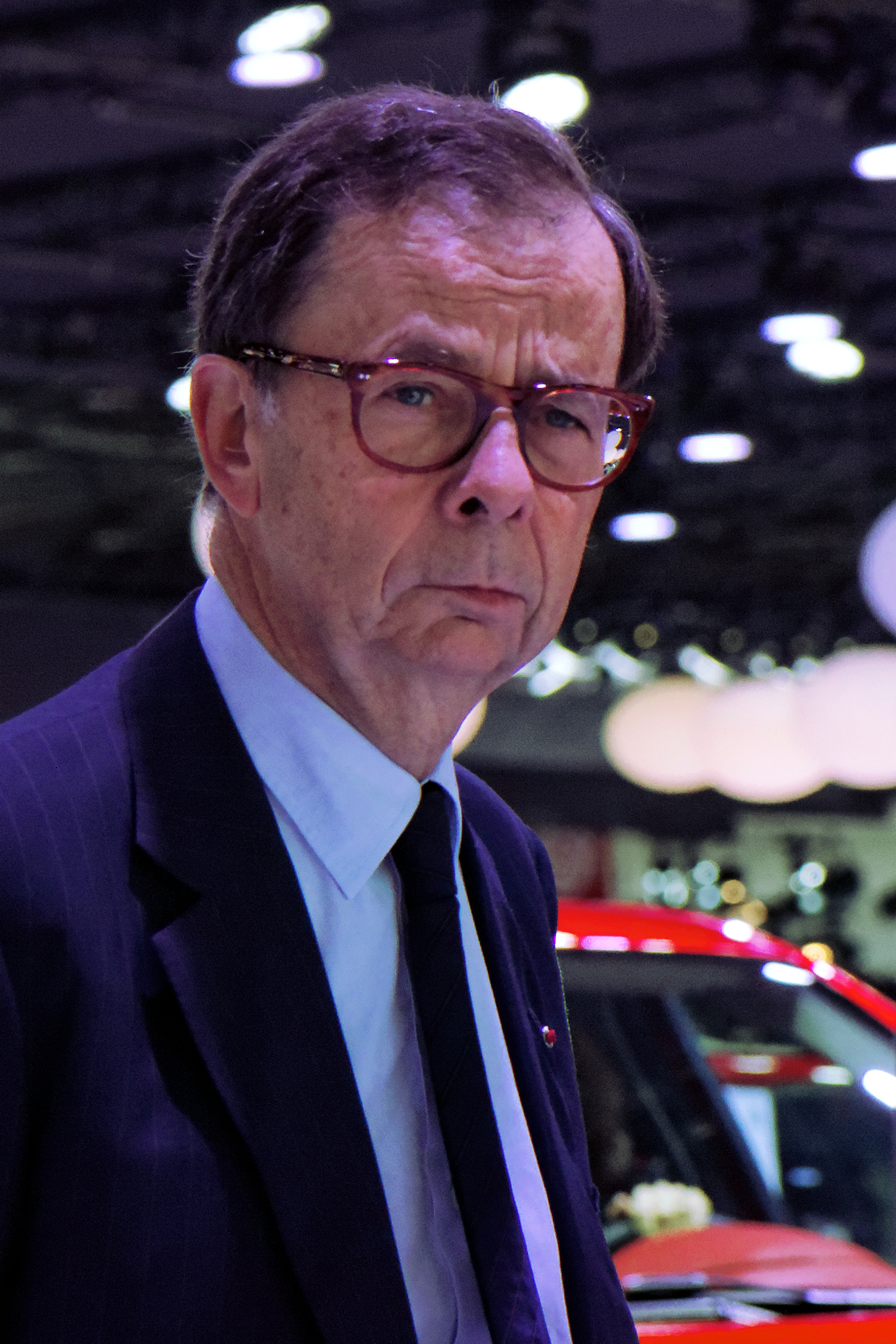

Louis Schweitzer (Genebra, 8 de julho de 1942) é presentemente presidente do conselho de administração da Renault, tendo assumido o posto pela primeira vez em 27 de maio de 1992 e foi também CEO da empresa entre 1992 e 2005. Também é presidente da AstraZeneca da qual tornou-se diretor em 11 de março de 2004. Também é diretor (não-executivo) do BNP Paribas, Électricité de France, Veolia Environnement, Volvo AB e L'Oréal, e vice-presidente do Quadro de Supervisão da Philips Electronics NV
Ele foi considerado culpado em 2002 por conduzir vigilância pelo telefone de Jean-Edern Hallier como parte de uma unidade especial do Palácio do Eliseu e multado. O Tribunal de Cassação manteve sua condenação em 2008.